# Bomolocha deceptalis
Bomolocha deceptalis là một loài bướm đêm trong họ Erebidae.